# Tetratoma tedaldi
Tetratoma tedaldi is een keversoort uit de familie winterkevers (Tetratomidae). De wetenschappelijke naam van de soort werd in 1887 gepubliceerd door Edmund Reitter.